# Ditrichophora glabricula
Ditrichophora glabricula är en tvåvingeart som först beskrevs av Fallen 1813.  Ditrichophora glabricula ingår i släktet Ditrichophora och familjen vattenflugor. Arten är reproducerande i Sverige. Inga underarter finns listade i Catalogue of Life.